# Grafschaft Rennes
Die Grafschaft Rennes um die Stadt Rennes (in der Antike Condate genannt und Hauptstadt der Redonen) gelegen, bestand bereits in der Mitte des 5. Jahrhunderts. Im 8. Jahrhundert wurde sie in die Bretonische Mark (bestehend aus den Grafschaften Rennes, Vannes und Nantes) integriert – und war in den folgenden Jahrhunderten immer einer der Anwärter um die Vorherrschaft in und den Herzogstitel der Bretagne.
Regent in Rennes war um 800 Roricon, der Schwiegersohn Karls des Großen. Erispoë, Sohn Nominoës, wurde von Karl dem Kahlen eingesetzt; ihm folgte sein Schwager Gurvand († 877). Gurvands Sohn Judicaal versuchte, die Oberhoheit in der Bretagne zu erlangen, wurde aber 888 in der Schlacht von Questembert geschlagen und fiel. Gurvands Schwiegersohn Berengar musste die Oberhoheit von Alain dem Großen, Graf von Vannes, anerkennen, der dann Herzog von Bretagne wurde.
Nachdem Berengars Sohn Judicael Berengar († 970) seine Unabhängigkeit zurückerworben hatte, gelang es dessen Sohn Conan I., Domnonée und die Grafschaft Vannes zu unterwerfen, dann auch die Grafschaft Nantes (990), wurde dann aber, als er weitere Ansprüche erhob, aber am 27. Juni 992 von Fulko Nerra, Graf von Anjou, in der Schlacht von Conquereuil geschlagen und getötet. Conans Sohn Geoffroy I. († 1008) konnte später die Vorherrschaft der Grafen von Rennes wiederherstellen und sich als Herzog von Bretagne bezeichnen; er schloss wichtige Allianzen, verheiratete seine Tochter Judith mit Herzog Richard II. von Normandie, unterwarf sich aber auch dem französischen König Robert II.
Die Grafschaft wurde noch einmal für einen Halbbruder des Herzogs Conan II., Geoffroy Grenonat († 1084) vergeben. Aber nachdem Conans Neffe Alain IV. Fergent ihn gewaltsam in die Schranken weisen musste, wurde die Grafschaft Rennes endgültig in das Herzogtum eingegliedert.

## Grafen von Rennes
- Roricon, um 800 bis 832 Graf von Rennes, danach Graf von Maine, † 839 (Rorgoniden)
- Erispoë, Graf von Rennes 851–857, Sohn Nominoës
- Gurvand, Graf von Rennes ab 874, † 877, Schwiegersohn Nominoës
- Judicael, Graf von Rennes ab 877, X 888, Sohn Gurvants
  - Berengar von Bayeux, Schwiegersohn Gurvants und Schwiegervater Rollos
- Judicael Berengar, Graf von Rennes, † 970, Sohn Berengars, ab 956/960 unter Lehnshoheit von Theobald I. Graf von Blois
- Conan I., Graf von Rennes ab 970, Herzog von Bretagne ab 990, X 992, Sohn Judicael Berengars
- Geoffroy I., † 1008, Sohn Conans
- Geoffroy Grenonat, † 1084
- Alain IV., † 1119, Herzog von Bretagne, Graf von Nantes und Rennes; 1112 abgedankt.